# State Games of America
Gli State Games of America sono una manifestazione sportiva biennale su stile olimpico che si tiene in America del Nord. Sono organizzati dal National Congress of State Games e gli atleti vi si qualificano vincendo una medaglia nelle rispettive prove statali nel corso del biennio precedente. Tipicamente raccolgono la partecipazione di circa 12.000 atleti.

## Edizioni
| Anno | Città sede                  |
| ---- | --------------------------- |
| 1989 | Dover (Delaware)            |
| 1990 | Helena (Montana)            |
| 1991 | Atlanta (Georgia)           |
| 1992 | Fairbanks, Alaska           |
| 1993 | Boston (Massachusetts)      |
| 1994 | Halifax                     |
| 1995 | Juarez, Chihuahua           |
| 1996 | Salt Lake City              |
| 1997 | Montréal                    |
| 1998 | Augusta (Maine)             |
| 1999 | St. Louis (Missouri)        |
| 2000 | Victoria, British Columbia  |
| 2001 | St. Louis (Missouri)        |
| 2002 | Anchorage (Alaska)          |
| 2003 | Hartford (Connecticut)      |
| 2004 | Montpelier (Vermont)        |
| 2005 | Colorado Springs (Colorado) |
| 2006 | Denver (Colorado)           |
| 2007 | Colorado Springs (Colorado) |
| 2008 | Boise (Idaho)               |
| 2009 | Colorado Springs (Colorado) |
| 2010 | Whitehorse, Yukon           |
| 2011 | Washington                  |
| 2012 | Seattle (Washington)        |
| 2013 | Hershey (Pennsylvania)      |
| 2014 | Nome (Alaska)               |
| 2015 | Walt Disney World           |

## Eventi sportivi
Alcune gare si svolgono ad ogni edizione, ma ad esse sono aggiunte anche alcune altre legate alle tradizioni della regione in cui si svolge la manifestazione. Nel 2011 sono in programma 24 sport diversi:
- Tiro con l'arco
- Badminton
- Baseball
- Pallacanestro
- BMX
- Bowling
- Pattinaggio di figura
- Ginnastica
- Judo
- Salvataggio
- Karate
- Sollevamento pesi

- Skateboard
- Calcio
- Softball
- Surf
- Nuoto
- Nuoto sincronizzato
- Tennistavolo
- Taekwondo
- Atletica leggera
- Pallanuoto
- Powerlifting
- Lotta libera

## Squadre partecipanti
- Alabama
- Alaska
- Alberta
- Samoa Americane
- Arizona
- Arkansas
- California
- Colorado
- Columbia Britannica
- Connecticut
- Delaware
- Distretto di Columbia
- Florida
- Georgia

- Guam
- Hawaii
- Idaho
- Illinois
- Indiana
- Iowa
- Kansas
- Kentucky
- Louisiana
- Maine
- Manitoba
- Maryland